# Kleiner See (Lindau)
Der Kleine See ist der Seeteil des Obersees (Bodensee) zwischen der Insel Lindau im Süden und dem auf dem Festland liegenden Stadtteil Aeschach im Norden. Er hat eine Fläche von 19,3 Hektar.
Der Kleine See gehört zum Stadtgebiet von Lindau (Bodensee). Er gliedert sich vermessungstechnisch in zwei Flurstücke. Das südliche Flurstück mit einer Wasserfläche von 111.349 Quadratmetern gehört zur Gemarkung Lindau (Bodensee), das nördliche mit 81.793 Quadratmetern zur Gemarkung Aeschach.
Im Osten wird der Kleine See etwa durch die 160 Meter lange, 17 Meter breite und von Nordost nach Südwest verlaufende Landtorbrücke (im Lindauer Sprachgebrauch „Seebrücke“ genannt) begrenzt, über die heute die Chelles-Allee verläuft, obwohl die Stadt- und Gemarkungsgrenze rund 15 Meter weiter östlich parallel zur Brücke verläuft. Eine Brücke gibt es an dieser Stelle bereits seit dem 13. Jahrhundert, aber die Bezeichnung Kleiner See prädatiert die Existenz einer Brücke. Die jetzige Brücke entstand 1999/2000 und ersetzt ein 1927 errichtetes, deutlich schmaleres und zuletzt in seiner Tragfähigkeit eingeschränktes Vorgängerbauwerk.
Im Westen bildet der 1854 fertiggestellte Lindauer Bodenseedamm die Grenze, der überwiegend der Eisenbahn dient, an seiner Ostflanke aber auch über einen Fuß- und Radweg verfügt. Das Bauwerk weist zwei kleine, wenig benutzte Durchfahrten für Boote auf, die zudem die Verlandung des Kleinen Sees verhindern.